# Perf
perf是一个Linux系统中的性能分析工具，它支持硬件性能计数、软件性能计数和动态侦测。

## 子命令
perf与一些子命令配合使用:
- stat: 测量运行单个程序或是系统运行一段时间内的性能计数
- top: 动态查看当前系统的热点函数
- record: 测量和保存单个程序的采样数据[1]
- report: 分析由perf record产生的数据文件[1]
- list: 列举出perf支持的性能计数事件